# Bojan Janić
Bojan Janić (ur. 11 marca 1982 w Leskovacu) – serbski siatkarz, reprezentant kraju, grający na pozycji przyjmującego. Od sezonu 2020/2021 jest trenerem OK Partizana Belgrad, lecz z powodu zachorowań koronawirusem w grudniu 2020 roku w drużynie Partizana postanowił ponownie zostać siatkarzem.

## Sukcesy zawodnicze

### klubowe
Puchar Serbii i Czarnogóry:
- 1999, 2003

Liga serbsko-czarnogórska:
- 1999

Liga turecka:
- 2013

Liga chińska:
- 2014

Liga rumuńska:
- 2015
- 2017

Puchar Rumunii:
- 2017

Liga libańska:
- 2018

Liga serbska:
- 2021

### reprezentacyjne
Liga Światowa:
- 2003, 2005, 2008, 2009, 2010
- 2002, 2004, 2010

Puchar Świata:
- 2003

Mistrzostwa Europy:
- 2005, 2007

Mistrzostwa Świata:
- 2010

## Sukcesy trenerskie

### klubowe
Liga serbska:
- 2023[4]
- 2021, 2024[5]
- 2022

Puchar Serbii:
- 2022[6], 2023

Superpuchar Serbii:
- 2022

### Wyróżnienia
- 2023: Najlepszy trener 2023 roku w Serbii[7]